# Östkaribisk dollar
Den östkaribiska dollarn (EC$ - East Caribbean dollar) är den valuta som används i en valutaunion i vissa områden i Västindien. Valutakoden är XCD men skrivs vanligen som EC$. 1 dollar = 100 cents.
Valutan har en fast växelkurs sedan 1976 till kursen 0.37 US dollar (USD $), dvs 1 XCD = 0.37 USD och 1 USD = 2.70 XCD.

## Användning
Valutan ges ut av Östkaribiska Centralbanken med huvudkontor i Saint Christopher och Nevis. Banken etablerades genom ett avtal (Östkaribiska Centralbanksavtalet), undertecknat i Port of Spain den 5 juli 1983, som efterträdare till den Östkaribiska Valutamyndigheten. Förutom medlemsstaterna i den Östkaribiska valutaunionen används valutan även i Brittiska Jungfruöarna.
| Land                           | Cirkulation | Valutaunion | Status              |
| ------------------------------ | ----------- | ----------- | ------------------- |
| Anguilla                       | ja          | ja          | Brittisk besittning |
| Antigua och Barbuda            | ja          | ja          | Suverän stat        |
| Brittiska Jungfruöarna         | ja          | nej         | Brittisk besittning |
| Dominica                       | ja          | ja          | Suverän stat        |
| Grenada                        | ja          | ja          | Suverän stat        |
| Montserrat                     | ja          | ja          | Brittisk besittning |
| Saint Kitts och Nevis          | ja          | ja          | Suverän stat        |
| Saint Lucia                    | ja          | ja          | Suverän stat        |
| Saint Vincent och Grenadinerna | ja          | ja          | Suverän stat        |

## Valörer
- mynt: 1 Dollar
- underenhet: 5, 10 och 25 cents
- sedlar: 2, 5, 10, 20, 50, och 100 XCD